# Стрільба з лука на літніх Олімпійських іграх 1980
Змагання зі стрільби з лука в програмі літніх Олімпійських ігор 1980 проходили в Олімпійському спортивному центрі профспілок у Крилатському з 30 липня до 2 серпня 1980.

## Переможці та призери
| Вид                | Золото                     | Срібло                | Бронза                    |
| Особисті, чоловіки | Фінляндія Томі Пойколайнен | СРСР Борис Ісаченко   | Італія Джанкарло Феррарі  |
| особисті, жінки    | СРСР Кето Лосаберідзе      | СРСР Наталія Бутузова | Фінляндія Пайві Мерілуото |

## Медальний залік
| Місце | Країна    | Золото | Срібло | Бронза | Загалом |
| ----- | --------- | ------ | ------ | ------ | ------- |
| 1     | СРСР      | 1      | 2      | 0      | 3       |
| 2     | Фінляндія | 1      | 0      | 1      | 2       |
| 3     | Італія    | 0      | 0      | 1      | 1       |